# Tisis isoplasta
Tisis isoplasta is een vlinder uit de familie van de Lecithoceridae die voorkomt op het Indonesische eiland Java. De wetenschappelijke naam van de soort is voor het eerst geldig gepubliceerd in 1929 door Meyrick.

## Uitzicht
De spanwijdte van het diertje bedraagt gemiddeld 22 mm. De voorvleugels zijn geel-oranje, met een costa die enigszins grijs is bij de basis. De achtervleugels zijn grijs met een vleugje van bleke gelige waas onder de costa van aan de basis tot aan het einde van de cel.